# ミスマルカ興国物語
『ミスマルカ興国物語』（ミスマルカこうこくものがたり）は、林トモアキによる日本のライトノベル。イラストはともぞ (I - XII) 、浅川圭司（最終章）が担当している。角川スニーカー文庫（角川書店→KADOKAWA）より2008年1月から2024年11月まで刊行された。
「天界クロニクル」の一作で、ストーリー上の時系列順に、『ばいおれんす☆まじかる!』、『お・り・が・み』、『戦闘城塞マスラヲ』、『レイセン』、『ヒマワリ：unUtopial World』と、世界観を共有している。また『メルヘンザッパーデストロイヤー』はヒマワリからミスマルカまでの間の未来時代の物語である。2016年7月時点で「天界クロニクル」シリーズの累計部数は160万部を突破している。
メディアミックスとして、浅川圭司によるコミカライズが『月刊少年エース』（角川書店）にて、2009年7月号から2011年5月号まで連載された。
『最終章』はミスマルカ興国物語として畳まれた作品である同時に『精霊サーガ』としても畳み、『天界クロニクル』としても畳まれた作品であるため、事実上これまでの刊行作品全ての集大成とも言える作品となっている。

## ストーリー
場所は大陸。時は戦乱。南にグランマーセナル帝国。北のゼピルム共和国。2つの強国に挟まれた中原にその国はあった。自由と平和を愛するその国の名はミスマルカ。後に策謀という名の猛毒を以って、大陸全土を震撼させることになる国の名前である。

## 登場人物

### ミスマルカ王国
マヒロ・ユキルスニーク・エーデンファルト
本作の主人公。ミスマルカ王国の王子であり、次期王位継承者。魔人。15歳。一人称は「余」であるが、「蛇」の時は「僕」。偽名は「マヒマヒ」をよく使う。
城内外を問わず奇想天外な行動をするトラブルメーカーだが、放蕩振りが目立つ割に民衆からの人気は高い。しかしその姿は半ば道化を演じているだけであり本性は奇抜な発想、大胆な行動力、巧みな話術などを併せ持つミスマルカの若き「蛇」。
強大かつ膨大な魔力の持ち主だが幼少の時分、ある国を誤って滅ぼすほどの多大な被害をもたらしてしまったことを切っ掛けに封印された。また、それ以後暴力を極端に嫌うようになり力を返されることがない様にと怠け者の王子を演じていくことになる。作中でマヒロが一回ふれただけだが、兄がいるらしい。帝国のミスマルカへの急襲を契機として、「誰よりも穏和に」大陸の統一を決意する。自身の力でエルクレセルを滅ぼしたことを悔やんでいる。それゆえか生まれながらの宿命、能力といったものに身を任せる事を嫌う。自分の生命に関しては少し無頓着に見えるところもあり、カードとして扱うことも躊躇わない。他のものから見ればまともでなく壊れている。

パリエル・カーライゼル
マヒロの護衛を務める近衛騎士の少女。半分だけ魔人の血が入っている。18歳。マヒロにいつも振り回されている苦労人。
真面目な性格の為か常にマヒロの悪戯の対象にされ、割と頻繁にキレて地を出す事が多く、王子に対して手を挙げて目立つ傷を残してエーデルワイスに怒られることも多い。 中原一帯でなら五指に数えられる程の剣の腕を持つ。
幼い時に魔物から彼女を守ろうとしたマヒロの魔力が暴走した際に背中に傷を負っている。その傷の下には聖剣の紋章が刻み込まれており、それが意味することは「聖剣の国」と謳われたエルクレセルという亡国の王女、パリスティエル姫。魔人であるが、その能力は背中の紋章と共に隠し通してきて使ったことはなかった。
今まではバレないようにしていたがシーナに半ば強引に背中を捲くられて、折り悪く様子を見にきたジェスにも知られてしまう。国を取り戻したいと考えているようではあるが、残党を集めて帝国と戦う覚悟はまだない。
魔人としての能力は剣の一振りで最速にして不可視の斬撃を複数本放つというもの。これまで斬撃として確かなものでは最大4本、不確かな衝撃波だけのものでならば最大8本までの使用が確認されている。
実はマヒロから聖魔杯の在り処を捜すためにエーデルワイスによって護衛に選ばれた「特号」で、エルクレセルの民が人質になっていると言われてやっていた。

エーデルワイス
ミスマルカ王国の侍従隊長。魔人。見た目の年齢はエミットと同程度。マヒロの乳母であり、教育係であり、メイドであるが、非常に冷たい。
「氷の女」と称され鉄面皮で感情が動くことは滅多になく、常に沈着冷静。ミスマルカにおける侍従はメイドなども含めた王族の身辺にある家臣全般を指しており、彼女は騎士のトップとも呼べる存在で、美しいメイドの格好をしてはいるが正真正銘の将軍である。
幼い頃マヒロの乳母を務めていたこともあり、マヒロも父親である国王以外に唯一頭が上がらない。マヒロに対しては、容赦なく旧文明の遺産「張閃」できついツッコミを入れる。かつて帝国の特級侍従隊「ノアールローゼン」の概念を発案・設立し、その隊長を務めていた人物であり、風将。魔人としての戦闘能力も高い。策士としても彼女が関わっているというだけで敵方の戦略に影響が出るほど策謀に長ける。
その正体は国王より聖魔杯の在り処を探るべく送り込まれた帝国のスパイ「特号」で天魔将の「風将」。マヒロが唯一スパイと見抜けなかった人物。

カイエン・グレムナム
ミスマルカ王国の宰相。齢30ほどの黒髪の総髪に片眼鏡をした壮観な男性。共和国で政治を学び首席で卒業し、魔人であれば帝国の宰相もありえたと言うほどの才人だが、なぜかミスマルカの宰相に身を置いている。その正体は帝国諜報部の精鋭である「風」の中でも、更に裏の存在である「特号」。自分が「風」であることを暴きルナスをも退けたマヒロの可能性に興味を持ち、マヒロ個人にも忠誠を誓う。

シュライバン
ミスマルカ王国の隻眼の老将軍。「疾風」の異名を持つ大魔導師で、神国ハイランドの王子リーゼルに魔法の指導もした。ミスマルカ王とは旧知の仲であり、腹心中の腹心を務める。
その正体は軍から聖魔杯の在り処を探るべく送り込まれた帝国のスパイ「特号」であった。

エミリオ・アプリコット
ミスマルカ王国に「グリンデルワルド魔術錬金ギルド公認 雑貨屋エミリオ」を開業している少年。なんでも扱う商人で、金にうるさい。マヒロの特に仲がいい友人。15歳ほどの外見でありながら相当な暗黒魔術の使い手であり、その手の道具も扱っている。その商売の手広さからツテも多い。
西域の内情を知っていたり、魔物貯蔵庫に繋がる降魔盤を用意できたり、魔王の存在を断言していたり、マヒロから男か女かはっきりしろと言われたりと謎の多い人物。
その正体は城下から聖魔杯の在り処を探るべく送り込まれた帝国のスパイ「特号」である。彼が語った所によると「風」の中でも「特号」は特殊で、任務に役に立ちそうな人物をスカウトし、命令を達成できれば報酬を、失敗すれば何も無しという契約を結んだ一般人で、与えられた命令以外は自由にしていいかわりに情報は必要最低限のことしか教えられず、裏切られる事も含めた上での使い捨てだったらしい。

ラヒル・アルンスト・エーデルファルト
現ミスマルカ王であり、マヒロの父親。魔人。天性の策謀家であり、聖魔杯を解析し鍵を作る理論を作り出すほどの魔導学の天才。若き日に、エルクレセルの王リュミエル、ハイランドの女王ヒルデガルドに聖魔杯を扱うための鍵を作り出す計画を持ちかけた。その計画はラヒルが完成させた秘蔵の紋章符により魔導力の波長を整え、その形質を魔力と共に子に引き継がせることで聖魔杯を蘇らせうる形質と強大な魔力を持った鍵となる存在を、あわよくば聖魔王のコピーを作り出そうというもの。「杯」「剣」「盾」の紋章が描かれた三つの紋章符を用意し、当人は杯の紋章符を使用したと思われる。つまりはマヒロらに強大な魔力を宿るような仕組みを作った張本人。
若い頃は、非常に悪い笑い方をする知略に長けた野心に滾る粗暴な男だったが、紋章符の効果により衰弱した妻を亡くし、エルクレセル崩壊に伴い親友であったリュミエルを失ったために、それまでの己を捨て国内だけに目を向ける王の仮面をかぶった。
現在では自身に施した紋章符の効果によりその力の殆どを子に受け継がせたため、マヒロが生まれた後に疲れやすくなり、現在においても魔人でありながらすでに壮年に近い容姿となっている。

### グランマーセナル帝国
ネオシス・ロエリス・エルスタッド・ロリューシュ・マジスティア
帝国皇帝。予言を信じ、打倒魔王を掲げて小国マジスティアを一大帝国にまでのし上げた男。元は軍人。娘のシャルロッテに言わせれば真面目過ぎ、ミスマルカ王ラヒルに言わせれば根っからの善人。南部平定までの戦乱では己を中心とした魔人部隊を危険な最前線に置き、ルナスやユリカを連れて矢面に立ち戦った。その勇猛果敢さから自国の人間種族からの信頼も厚い。
若々しいことを良しとし、髭は生やさず、総髪に眼鏡をかけた意外にも優しげな風貌の持ち主で、家族を非常に大切に思っている。また、妻達や娘らに近しいマヒロを「ゴキブリ」「バクテリア」と呼んで目の敵にしている。
しかし戦場では黒獅子をモチーフにした鎧兜を纏い、ルナスや全将校が震え上がる程の圧倒的戦闘のまさに皇帝にふさわしい力を持つ。
尚、黒獅子の鎧兜は普段は場内の博物館的な部屋に展示してあり、「南部、ひいては大陸全土に覇を唱えた自身の勇気と力の証」として、時にネオシスがそれらを再確認するために眺めている。

シャルロッテ・アルセイン・マジスティア
グランマーセナル帝国第一皇女。大陸随一とも謳われる美貌から「白薔薇姫」の異名を持つ絶世の美女。卓越した政治的・戦略的手腕を持ち帝国を一大大国と成らしめた南部平定の陰の立役者。外交等では「ブラフにならなくてもいいブラフ」という手法を取る。安価かつ必要な栄養が摂れれば十分という合理性から、豪華なフルコースよりも大衆食であるビールとサバ缶を好んで食する。
番外編「ミスマルカ興国しない物語」では主人公を務める。

ユリカ・美ヶ島・マジスティア
グランマーセナル帝国第二皇女。「闇の法王」の異名を持ち、闇を司る天魔将「闇将」でもある大陸屈指の魔導師。魔洸という内在する強大な魔力が体表にまで現れる現象により、瞳は赤く髪はアメジスト色と特徴的な容姿をしている。戦争に対して強い忌避感を持つ。ボソボソとほぼ単語でしか話さない。
読書を好み、何時も何かしらの本を読んでいる。姉と妹のように政治や戦に関心がある訳でなかったために政治でも武道でもなく魔法を学び、その過程で本の楽しさを知った。天然な性格で仕置き用暗黒生命体「うに」でエーデルワイスの「張閃」に匹敵するツッコミを入れる。知性的な見かけによらずちょっとあれな感じのお姫様。二年前に起きた西域からの魔物の大反乱の折にジェスに命を救われ、彼のことを非常に気にかけ、信頼している。その様子はルナスに盲信とまで言われるほど。

ルナス・ヴィクトーラ・マジスティア
グランマーセナル帝国第三皇女。天魔将の「光将」にして帝国三剣の一振りで、「光輝の剣」の異名を持つ。常勝不敗を誇り一振りで百を断ち、一戦においては万を屠ると謳われている。異名の元となった魔法剣“七星”を携え、黒金剛鋼の鎧に身を包み、右手には魔導ブースターである黒いガンレットを、左手には祈る天使の盾を装備する。三剣と天魔将を兼任することからもその実力のほどは窺い知れ、その性格もやや奔放ながら武人然とした人物。基本的にじっとしていられない性格であるため、二人の姉から小言を言われることも多い。
ジョゼフィーヌ・マジェスティア
シャルロッテの母。元マジェスティア王国の平民の生まれで気さくで明るい雰囲気の女性。

美ヶ島湖穣・マジェスティア
ユリカの母。オオヤシマの北日本公国の貴族の生まれで娘と同じく物静かな雰囲気の女性。

マリス・アリア・マジェスティア
ルナスの母。旧ウィスラー王国の王家筋の生まれでおっとりとした穏やかで母性的な魅力のある女性。

レイナー・ラングバルト
帝国最強と名高いグランマーセナル帝国の将軍。帝国三剣の一振り「猟剣」の異名を持ち、神器“黒の剣”を所持する。帝国の闘技大会で最年少で優勝を果たすなど剣の天才で、敵からは「銀髪鬼」と怖れられる。亡国エルクレセルの生き残りであり、戦功を上げ旧エルクレセル領を拝領することを目指している。彼の父はエルクレセルの傭兵団の一つの団長だったほどの人物で、銀髪鬼のあだ名は元はその父のもの。ジェスとも旧知で、まだ聖騎士見習いになるかどうかの四年前に教団領で出会った。聖騎士見習いであった頃に半年ほどアズレセウスに師事し、剣としての在り方の全てを彼から学んでいる。

長谷部 沙耶香 （はせべ さやか）
グランマーセナル帝国の将軍。二十歳に届かぬ年頃で魔人でもない身でありながら帝国三剣の一振りとして「豪剣」の異名を持つ。帝国ではなく極東・西日本公国の出身。“竜殺し”とも称せられ、かつては初代聖魔王と共に戦った勇者も輩出した名家で“神殺し”の一族でもある長谷部家の出。
戦闘においては炎獄という炎の術や、弓、薙刀、小太刀など様々な武器を召喚術を駆使して持ち替え状況に合わせ柔軟に立ち回る。実力者だが戦闘に関すること以外には疎く、初心で天然。

キャスティア・フルバレット
グランマーセナル帝国の魔法戦隊長。天魔七将の「雷将」。銀の魔法箒“イッポンダタラ”を所持する。「文学少女系キリングマシーン」を自称する、短気で切れやすい少し壊れた人。言葉遣いが汚い。パリエルとは犬猿の仲で、口喧嘩をしながら壮絶な取っ組み合いをする。眼鏡をかけてはいるが目が悪い訳ではなく実はただのゴーグル代わり。割と小さい頃からアークセラに面倒を見てもらっており弟子でもあるので彼のことを「お師しょー」と呼ぶ。雷撃属性の腕前と気の強さはアークセラのお墨付き。

ルディ＝シャンク・マタドーラー
グランマーセナル帝国の外交省・特務一等官。シャルロッテの右腕。

ザ・グランドファイア・マグマ・ヴォルケーノ・イン・ザ・ヘル
天魔将の一人で「炎将」。西方太守を任されている。略称はTGM。西域の傍での任務が多いせいかジェスとは顔見知り。ロケットベルトを装備し、その肉体に火炎属性の魔導紋章ばかりを七つないし八つも刻んでいる戦略級魔法の使い手。暴れだすと手に負えないが、暴れ終わればそうでもないらしい。

アークセラ・アイスウィル
天魔将の「氷将」。智将タイプで戦術にも長ける。帝国の前身であるマジスティア王国にて宮廷魔術師を務め、皇女達の魔導に関する教育係でもあった。「魔導師たる者、鍛え得る全属性を習得し遍く弱点を克服すべし」というマルチプル理論の提唱者であり最初の実践者。他の属性の魔法も使いこなし、身体加速と併せた剣術もかなりのもの。手を抜いてもSランク勇者であるシーナを圧倒する実力を誇り、転移魔法もこなす。氷将になったのは、たまたまそこだけ空いていたためと、魔法剣“ブルー・クリスタル・スカイ”と属性的に相性がよかったから。キャスティアの師匠であるが、彼女はあまり可愛い弟子というわけではないらしい。むしろ、マルチプル理論を独学で実践したシーナの方を愛弟子と言っている。シーナの心の師匠。

ライリス
ルナスお付きのメイド。おかたい雰囲気の方。戦闘においては投げナイフでもって砲弾のごとき破壊を撒き散らす。

フランソワ
ルナスお付きのメイド。ふんわりした雰囲気の方。呪文の詠唱もなく強力な魔法を操る。

テスラ
ユリカお付きのメイド。漫画版にて登場。ライリスの先輩。ゼンラーマンの自由な姿に全く動じていなかったが、最終的には「ゼンラー・ザ・リミットブレイク」にて盛大にセクハラされかわいい悲鳴を上げた。

カトリーヌ
ユリカお付きのメイド。漫画版にて登場。フランソワの先輩。ゼンラーマンの自由な姿に全く動じていなかったが、最終的には「ゼンラー・ザ・リミットブレイク」にて盛大にセクハラされかわいい悲鳴を上げた。

ルーミィ・エラン
ルナスの部下で文官の魔人。眼鏡をかけており、外見の年齢は二十代半ばくらい。オオヤシマを改革するために、ハオウの息子であるタクローの補佐をすることになるが、タクローの趣味で一時はメイド服を強要された。

フォルゴーレ
シャルロッテお付きのメイド。任務で国を空けている風将の代理にして現在の特級侍従隊長。先代の特級侍従隊長であったエーデルワイスの副官も務めていた人物で、知性と品性を兼ね備え軍属であったなら天魔将のどこかには納まっていたであろう戦闘能力も誇る。アップに纏めた銀髪と赤い瞳がトレードマーク。名に似合わず表情も柔らかいので、ある意味エーデルワイス以上に完璧なメイド。

### ゼピルム共和国
セリアーナ・ヴァーゼンシュタイン
ゼピルム共和国国防長官。見た目は15歳ほどの少女であるが、勝ち戦も負け戦も計ったように当てる「先読みの魔女」。その正体は「金毛九尾」と呼ばれる大妖怪で、長らくゼピルムに居座っているようだ。しかし九尾という割には尻尾は八本しかないが、『お・り・が・み』にて自ら尻尾を一本切り離したためと思われる。平常時は一尾のみ出している。正体を隠すためか、己のキツネ耳と尻尾をアクセサリーだと言い張り、追求しようとする者は怪しい妖術でその気を削がれたり無理やり納得させられる。「お・り・が・み」にも登場している。

アンディ・J・イエスマン
ゼピルム共和国大統領。4年に任期がある大統領に三期連続で当選するなど国民からの人気は非常に高い。元CIC局員で有力議員のありとあらゆる弱みを握っている。シャックス、イスルギとは首都学院での同期。

シャックス・グレムナム
ゼピルム共和国副大統領。カイエンの父でもある。堅実なリアリストで議会からの信頼が厚い人物。アンディ、イスルギとは首都学院での同期。

カトレア・セントレア
ゼピルム共和国諜報部CIC選抜実働隊“フラワーコード”隊長。マヒロと出会うことが多く、その度に、マヒロの行動に驚かされている。

白鴉（しろがらす）
ゼピルム共和国諜報部CIC選抜実働隊“クロウコード”隊長。霧を操る能力を持った魔人で三節棍を巧みに操る帝国三剣にも劣らぬ実力者。極東・風牙衆で修練を積み、百年に一人出るかでないかの鬼才と謳われた。

イスルギー・ジューコフ
大陸市民解放革命軍“レッドフラック”書記長官。本名はイスルギ。アンディ、シャックスとは首都学院での同期。

### ヴェロニカ商工同盟
セルヴェチカ・サフィナ
ヴェロニカ商工同盟議長であるサフィナ領家の当主。愛称は「チカ」。12歳の可愛らしい少女。数年前に声を失っており、また幼いために当主であるが叔父であるヴァリオの傀儡となっているが、現状をよく思っていないようでもある。マヒロと出会うまでは笑顔さえも失っていたが、彼により笑顔を取り戻し、以来、マヒロを実の兄のように慕っているマヒロの友人である。実は、声を失っているのは振りであり、それを知っているのはマヒロとヴァリオだけである。

ヴァリオ・サフィナ
セルヴェチカの叔父であり、後見人。ヴェロニカには「鬼」が住むと言われ、中原諸国、共和国から、開戦があと2年早ければ、ヴェロニカにヴァリオ・サフィナさえいなければと、高い評価を受ける人物、カイエン・グレムナムは「経済で魔法を使う者」と言い、マヒロ曰く「金融財政の鬼神」。

ヴェリス・サフィナ
前ヴェロニカ商工同盟議長であり、セルヴェチカの父。故人。

コウ・ユンフェ
クァン領を治めるコウ家の当主。マヒロの一応、友人。きちんとした身なりに上品で穏やかな物腰の糸目の青年であるが、実はギャングや盗賊など極東一帯の犯罪組織のドンであり大君と呼ばれている。セルヴェチカのためならなんでもすると語るロリコン。セルヴェチカの笑顔や声を思いだしながら鼻血を出すほどであり、マヒロを同志であると言っている。

### ハイランド
リーゼル・ファリス・マクラーレン
宗教国家ハイランドの第一王太子。最年少のSSランクの勇者でもある。18歳。「光の御子」「十字剣の刃（エッジ・ザ・クロスソード）」などの異名を持ち、双剣“ロメオジュリエッタ”を所持し、魔法も高いレベルで使いこなす大陸級の猛者。民衆からは熱狂的なカリスマを誇る。容姿端麗、性格温和、魔法にも武道にも優れ、楽器も弾ける、絵に描いたような王子様。ただしマヒロと違い、政治には疎い。王子同士の付き合いから歳の近いマヒロの友人となり、姉のアンゼリカともども遠慮なく付き合っている。ジェス、シーナとは同期の勇者であるため仲が良い。

アンゼリカ
「軍神」の二つ名を持つ、SSランクの勇者。リーゼルの姉で21歳。かつては大陸一の勇者と謳われた。現在は引退を表明して、病床の母王に代わりハイランドの女王代理にして枢機卿代理を務めている。マヒロを弟のように思って可愛がっているが、肋骨が軋むほどに抱きしめるのでマヒロは美人でありながら彼女には辟易させられている。勇者こそ引退しているが、宗教国であるハイランドの姫として深い信仰をもっているようである。教団領大神殿にある神学校ではエミットの後輩であった。非常に大食い。普段は穏やかな性格で芒洋とした雰囲気を持つが、戦いにおいては最重量級騎士剣“ピースメーカー”を振るい、キレると「軍神」の二つ名に恥じない威厳と圧力を放つ。

ヒルデガルド
現ハイランド女王。リーゼルとアンゼリカの母親。枢機卿としての立場も持つ。若き日に、ラヒル二世とリュミエルとともに聖魔杯の紋章のレプリカを使った計画に加わり、盾が描かれた紋章を使った。ラヒルの提示した紋章のレプリカは女性には使えなかったために、自らの夫に使い、その副作用として夫は早くに死に、彼女自身も体調が悪くなっている。その形質と魔力は計画通り引き継がれたようで、子供らは姉弟揃ってSSランクの勇者として活躍している。
一応、高貴な魔人の血が流れているが彼女の代でかなり血が薄まっておりほとんど人間と変わらず、また家系的に身体が弱い。

### エルクレセル
リュミエル
エルクレセルの王。魔人であるが魔導に疎く、お国柄か傭兵団長然とした明瞭快活な男。ヒルデガルドとともにラヒルの計画に乗った一人で、剣が描かれた紋章を使った。そのため娘が産まれてからは剣を振ることも難しくなったが、それでもラヒル曰く親バカであったとのこと。
計画以後は気の合ったラヒルとの親交を深め、国としても懇意の仲としていった。ラヒルにすれば唯一の親友であり、互いに子供を連れてそれぞれの国を訪れるほどであったが、その仲で事件が起きてしまい、結果エルクレセルは崩壊しその際に死亡している。彼の死がラヒルが変わった一番の原因である。

パリスティエル
リュミエルの娘であり、エルクレセルの姫。エルクレセル崩壊後は行方知れずとなり、噂ではいるとの事だが、その手がかりは背中に刻まれた王家の紋章のみ。帝国としては帰属の意思のない王族は放っておく訳にもいかず、かといって帰属の意思があったとしても強力すぎたエレクレセルの傭兵団の存在を危惧し、残党狩りも動いているため厄介な立場にある。現在は父王の親友にしてその素性を知るラヒルに拾われ、事件を知るエーデルワイスにマヒロの護衛として使われている。

### 神殿教団
ジェス
Eランクの勇者。18歳。白髪、隻眼、隻腕とインパクトのある出で立ちで、着ているものも粗末。真っ直ぐ過ぎる性格をしているが、無愛想で口数も少なく誤解を受けやすい。
実際に帝国や西域にまで足を運んだこともあり、それらの実情を知る数少ない人物。そのため旧文明の遺跡やテクノロジーについても詳しい。旧文明の遺跡で手に入れた「セラミカスト・フォーミュラ」というナイフが武器。
魔王の存在を信じ、倒すために誰よりも聖魔杯を欲しており、聖魔杯に選ばれた時は自分のものとする約束をミスマルカ王と交わしている。マヒロの課した条件をクリアし、正式に聖魔杯捜索のメンバーとなる。
聖剣の国と謳われたエルクレセルの出身で、右目と右腕、そしてその髪も10年前にエレクレセルが滅んだ時のことが原因。エレクレセル崩壊後、治療を受けたキャンプを抜け出し、死のうとしたそこで白井沙穂と出会う。壊れかけていた彼は誰よりも壊れていた彼女から「死ぬことは悲しい」という事を教えられ、その後六年間にわたり西域を旅しながら徹底的に鍛え上げられていった。
二年前にユリカの命を救った功績から帝国側からは畏敬をこめて「独眼龍」と称される。このためユリカとは懇意な間柄であり、帝国からは救国の英雄として扱われている。レイナーとは沙穂の下を離れ教団領にて保護された頃からの旧知。レイナーに対し、魔王を殺すことを最大の目的としているが、魔王を滅ぼした後は姫を探し姫が望むのならエルクレセルを復興させたいと願っている。
Eランクの理由は、勇者となってからも主に西域で活動していたことと功績を神殿協会に申請していない為で、その実、隻眼・隻腕でありながらも短時間ならばレイナーと渡り合う。また、中原にて有名な暗殺者をたやすく倒し、沙穂の斬撃を防ぐなど実力は非常に高い。六年もの間、沙穂の太刀筋を見続けたため大抵の動きは見切ることができてしまう。それでも西域を渡り歩いた経験にこそ自信を持っているが、五体満足ではないが故に自身の腕前を過小評価し、生き残ることを第一とする戦い方をする。
その容姿と無愛想でぶっきらぼうな態度のために誤解されることは多いが、エミットや沙穂が言うように根は優しい少年。

エミット
ジェスに付きまとう神殿協会のシスター。20代半ば過ぎ。ジェスのことは我が勇者と呼び、二人称は汝。酒を煽るように飲み、口調も怪しい不良シスターだが、別人の様な淑女らしい振る舞いも出来る。ジェスの傍にいることも含め、行動の端々から預言者の意に沿って動いている節はあるが、真相は謎。
魔法の中でも特に高度とされる回復魔法の使い手だが消耗が激しいため連発は出来ない。魔導障壁や補助魔法の扱いに優れ、僧兵として僧兵術（体術）もある程度使えるらしい。
大酒飲みで堕落しきったようにも見えるが非常に信心深く、事なかれ主義ではあるが己の信ずるところは譲らない。邪教の類は方便として利用することも嫌がり、暗黒術士のエミリオに対してはあからさまな嫌悪を見せる。
本名は、エミット・リカ・エリクシル。その正体は、単なるシスターではなく神殿協会の枢機卿の一人であり、穏健派の中核。政権闘争に敗れ、暗殺されたという噂もある先代教皇の孫娘。

シーナ・ミルローザ
Sランクの女勇者。「虹剣」の異名を持ち、魔法剣“パーフェクトローズ”を所持する。リーゼルやジェスとは同期。ゼピルム共和国出身。パリエルに匹敵する剣技と、七属性全ての魔法を巧みに操るオールマイティーな魔法剣士。
民衆からの人気が高く可憐な容姿と相まってアイドル的な存在。やや高慢で潔癖、割と根に持つタイプではあるが、非を認め謝ることの出来る潔さも持っている。
リーゼルに対して好意を示しており、彼に近づく女性には激しい威嚇をする場合もあった。心の師匠と仰ぐアークセラの本を読みながら独学で魔法を習得し、魔法で補助を加えれば速さだけならレイナーにも匹敵する。

ランデルディー
「蒼迅」の異名を持ち、神出鬼没で幻とさえ言われるSSランクの勇者。決まって大きな事件のある場所に現れ、風のように去っていく。教団から接触が出来ないものの活躍の度合いが凄まじいものであったため勝手にランクが引き上げられSSランクに至ったという曰く付きの人物。本人としては勘で動いているのだが。
一握の米、一斤のパンのために汗水を流す、か弱くも真に正しき人々の平和のために剣を振るうことを正義とする。リーゼルと違った意味で勇者らしい勇者。
ジェスをして「くそ強え」と言わしめるほど心身ともに非常に強靭な人物で、セリアーナの妖術を跳ね除けるほどの精神力を備え、機関銃や地雷などものともしない蒼い防具に身を包み、その完全装備状態でのダッシュで100キロのスピードで走る列車に追いつくことができるほどの馬鹿げた馬力を持つ。カトレア曰くバケモノ。蒼い立派なフルアーマーを着ている割に「真の勇者にふさわしい武器を探している最中。」という理由で武器は訓練用の駄剣を使用している。ジェスとは西域で知り合った旧知。
以前はアンゼリカの対魔旅団の片腕として副団長を勤めていた。そのときにある事件をある方法で解決しており、その話が一部の貴族の間で流れている。アンゼリカを天使のようだと言い、彼女に対しては何か思うところがある様子。なお食事中に後頭部を狙われることになにかトラウマがあるらしい。

クラウディス・ルース・レンクティバルス
急進派の首魁である枢機卿。先代教皇亡き後、老衰間近な現教皇を擁立し枢機会議長として実権を握る。実質教団のトップの座に就いている男ではあるが信仰心は欠片もなく、マヒロと同類で生粋のリアリスト。

アレク
第四聖騎士団を率いる異端審問会の司教。真面目で実直な人物。

ディアナ
相当な精度の探知魔法の使い手で、共和国の賭場を荒らしまわり、共和国はおろか大君にまで目を付けられたゴト師。大神殿に逃げ込み司祭となっていた。

マリーチ
預言者とよばれる神殿教団の象徴的存在。純白のローブを纏い純白の髪を持った目を閉ざした女性。眠っているのか起きているのか分からず、夢と現を彷徨っていた。
前作『お・り・が・み』の頃の記憶は無く、人々の争いや死を恐れ哀しむ聖女の如き振る舞いを見せる。紋章を巡る諍いの中でエーテル結晶の一撃を受け、それを切っ掛けにかつての自分を取り戻した。
「億千万の眷属」の一人「億千万の目」の異名を持つ視姦魔人で本人曰く「摩利支天」。己の片翼を聖魔杯の紋章の一つ「風の紋章」として捧げている。
また、「マリーチ」とはそのまま摩利支天の梵名（Marici（マリーチ））である。

クーガー
聖騎士長。白髪混じりのアッシュグレイの髭と長髪をしており、左右の目は眼帯で覆われている壮年の男。常にマリーチの傍にあり彼女を守り続けている。「お・り・が・み」にも登場している。

ショーペンハウアー
人並み外れて美しい姿をした、穏健派に属する枢機卿。聖戦の折にマリーチ、クーガーと行動を共にする。『お・り・が・み』にも登場している。通称、女神姫。

アズレセウス・ラドル・キュリオン
異端審問会第二部の高級審問官である長身痩躯の男。人ではなく神に振るわれるだけの剣であろうとし、冷酷に剣を振るう。剣の腕は教団でも随一であり、また魔法も扱い、さらに“ジャッジメント・レイ”なる名剣中の名剣を扱う。
かつてレイナーに剣を教え、そして自身はクーガーから教えを受けた過去を持つ。その関係からかクーガーにはアズ坊と呼ばれる。レイナーをして、剣の勝負なら現在の自分で五分、魔法を考慮すれば厳しいと言わしめる実力者。

ベルゼリア・ミラ・レカルネン
異端審問会第二部の一等補佐官で、鉄の乙女と呼ばれる女。厚手の鎧を身に纏い劣化オリハルコン含有のウォーハンマーを愛用する。アズレセウスに命を救われた過去を持ち、憧憬を抱く彼のように在ろうとするも愚直な剣にはなれずにいる。

### 極東
ハオウ
大東京王国の国王。鎧のような筋肉に包まれた巨漢で、己の身体のみを武器とする。種族は人間であるが、そんな些細な分類はものともしない戦闘能力を誇り、ルナスの七星剣を素手で叩き割り、フルアーマーのルナスとノーガードで一日中殴り合うという脅威の肉体を持つ。いわく有名な暗殺拳の秘奥義継承者にして闘気（オーラ）なる魔力とも異なる力の使い手。

タクロー
ハオウの息子にして大東京王国の王子。マヒロの友人でもある。父とは異なり肥満気味の体型で、己を鍛えることよりも政治や旧文明の研究に力を注ぐ。

七瀬 葉多恵（ななせ はたえ）
葉多恵党の党首。齢千年を超えると噂される「鬼蜘蛛」。お屋形様なる人物から聖魔杯の紋章の守護を任されており、パソコンなどのハイテクも扱える。『レイセン』にも登場している。

伊織 貴月（いおり たかつき）
葉多恵党の随一の忍者で“神殺し”の血を引き「黒龍号」と号せられる。歳は二十歳ほど。葉多恵に育てられ、彼女を師と仰ぐ。その実力は凄まじいもので、帝国最強と謳われるレイナーと全くの互角であり、その二人の戦いには他の三剣や天魔将といえど介入できないほど。彼と正面から渡り合えたのはレイナーの他には青い鎧を身に纏った、自称「真の勇者かもしれない」という人物のみ。

伊織 貴音（いおり たかね）
貴月の妹。くのいち。ニンニンくんの研究開発に余念がなく、陸戦型、高機動型、強行偵察型、飛行試験型など様々なバリエーションを日夜研究している。

薄雪（うすゆき）
かつて風牙衆に身を置き、当時の頭領を殺害し風牙衆の全てを支配下に収め、葉多恵の里を強襲して神器を奪っていった凄腕。現在では半ば伝説となっている。

ケセランパサラン
風牙衆の頭領。全身黒ずくめの女性でタンポポの綿毛のようなものを使う。高い戦闘能力を持つが、本人曰く「ガチ戦闘系ではない」とのこと。理由は不明だが葉多恵をひどく嫌っている。

### その他
エドアルド・カイン・ゼムネスカ
中原の狸ジジイことゼムンの老王。豪放磊落な性格で連合でも彼に意見できるのはミスマルカ王ラヒルのみであると言われる。十人の妃と十八人の子、三十人の孫がいる。喜寿らしい。ギャンブル好きで誕生日には自国の王宮を賭場にして大完全徹夜大会を開催している。型破りな人物ではあるが意外に熱心な信徒であり、先代教皇のファンであるとか。その繋がりでエミットとも親しい仲で、彼女からは「おじーちゃん」と呼ばれている。

白井 沙穂（しらい さほ）
ウエーブした長い髪で、片目を布で隠した女。刀を一振りだけ携えている。少女の様に笑うあっけらかんとした人物ながら、時折悪魔の如き凄惨な笑みを覗かせる。幼い頃のジェスを拾い、六年もの間彼を育て鍛え上げた彼の師匠。ジェス曰く基本的に西域から出てこない人であるという。
遥か昔に神すらも切り伏せた剣神であると西域で噂されるほどの剣の達人であり、その実力はジェスの目から見て帝国の「三剣」である、猟剣・レイナーと豪剣・長谷部沙耶香をも上回り、彼女と比較すればSS級勇者のランデルディーもまっとうな存在であると語られるほど。シーナが死んでもやむなしというつもりで放った魔法の直撃を受けてもピンピンしている頑丈な体を持ち、透視能力まである様子。
ジェスに死は悲しいことであると教えつつも、自身は殺すことを楽しむ矛盾した性格をしており、ジェス曰く「壊れている」。
聖魔杯については何か思うところがあるようで、それを命もかけず奪い合う輩には少なからず怒りを覚えているようである。
なお、所持している刀が神器「今月今夜」であるかは不明。『お・り・が・み』にも登場している。

Will. co21 / ウィル・コ21
通称「ウィル子」。自身を「二代目聖魔王に未来を託され、未来を守れなかった電子の亡霊」と称する。正式名称が人命として読めないためユリカのような初対面のものは「ウィル」と呼ぶ。
作中の会話から沙穂、葉多恵、ケセランパサランと面識があるようである。『戦闘城塞マスラヲ』『レイセン』にも登場している。

リシャール・イアン・ラーズグリュン
ペルグルン王国第四王大子。「ライオンハート」の異名を持つ。父王と兄王子達が共和国へ逃げた時、唯一残って1年にわたり徹底抗戦を指揮していた。また、本人の戦闘能力も高い。しかし、負けて帝国に支配されるか、恩を着せられて共和国に食い物にされるかしかない祖国の未来にうんざりしており、どうすればいいのか悩んでいる。

ゼンラーマン
自由の騎士。命の鼓動ゼンラー・ペンデュラムをぶら下げ自由を伝える。媚びず、退かず、自重せず、がゼンラー三原則。無駄に長い技の名前が特徴。テーマソングも存在しており、マヒロが作詞･作曲を務めている。ゼンラーマン・Z、ゼンラーマン・カブト、ゼンラーマン・スーパー、そしてモデルとなった人物を含めると4人が存在。

## 設定・世界観
作中の世界は、一見するとRPGやファンタジー作品のような世界設定だが、時系列的には現代から数百年後の未来の世界である。一度文明が滅んだ後、聖魔杯の力で復興した人々が再び文明を築いたのが作品のスタート地点であり、そのため馬車や魔法が主流である時代ながらバイクや大型車両が「旧文明時代の遺産」として登場したりもする。
技術や文明のレベルは共和国以外はほぼ同程度であり、大抵中世レベルの時代設定と言ってよく、作中ではゼピルム共和国のみが民主主義政治の形態をとり、文明レベルも現代と遜色ない。

### 諸勢力
中原
帝国と共和国という二大国家に挟まれた小国家群。かつてミスマルカ王朝という中原一帯を治める大国家が存在した。
ミスマルカ王国
中原の中央に位置し、「剣に絡む蛇」の家紋を持つ小国。旧文明崩壊の頃から存在したミスマルカ王朝直系の王国で、かつては中原一帯を纏め上げていた。平和な時代に各領地の自治独立を認めた結果、現在では中原の代表という立場ながら他国の都市よりも小さな国家となっている。
ゼムン王国
中原の東部に位置し、軍事大国であるラズルカと中原で1,2を争う国力を持つ国。
ラズルカ王国
緩衝地帯を挟んでグランマーセナル帝国に隣接する中原一の軍事大国。対帝国の最前線にあたる。
ハイランド王国
中原西端、教団領に隣接する宗教国家。山深く冬は厳しい土地柄に加え西域に近く魔物に脅かされる事も多いため信仰は厚く、神国と呼ばれている。神殿教会の後ろ盾もあってか、伝説には他国よりも圧倒的に精通している。現女王は枢機卿でもある。亡国エルクレセルとは姉妹国であった。
ペルグルン王国
ラズルカよりフェインズランドを挟み西に位置する、中原南西の小国家。VIII巻の舞台。首都はペルーナ。
グランマーセナル帝国
大陸南部にある帝国。「剣に向かい合う獅子」の家紋を持つ。建国後わずか二十年ほどで大陸の南半分を手中に収めた。前身である旧マジスティア王国は小国ながら旧文明崩壊以後に早くから存在していた古い国で、王家は旧ミスマルカ王朝建国者の兄弟筋。魔人至上主義国家とされていたがそれはプロパガンタであり、人魔を問わず有能な人材を登用している。強大な国力を持ち、北方への侵略を開始した。
一振りで万を屠る帝国三剣、光・火・風・氷・雷・土・闇の各属性に特化した天魔七将、精鋭の諜報機関風、皇族を守護する帝国特級侍従隊「ノアールローゼン」、大陸最強を謳われる黒騎士団を擁する。首都はロッテンハイム。
エルクレセル
帝国領の北西にある、廃墟に砦が置かれただけの領地。元は中原の西部に位置する一国家でハイランド王国の姉妹国であったが、内憂の混乱を突かれ帝国に併呑された。かつては小国ながら聖剣の国と呼ばれており、数多くの優秀な剣士を有し屈強な傭兵団は国家予算を賄うほどの働きをしてのけた。王族の身体には紋章が刻まれており、また王家には“億千万の刃”と謳われたアウターが遺した業が伝わっている。
レンキス
かつては南部でその名を轟かせた軍事大国。現在は帝国領。
ゼピルム共和国
大陸北部にある共和国。首都はヘキサグラム。国旗に“七釣り鐘の花”をあしらっている。旧文明崩壊直後には既にこの国の起源となる共同体が存在していた。初代聖魔王になぞらえ人魔平等を謳うスズラン条約の発祥の地であり、それを標榜としている。共和国であるため民主主義を採用しており、王族は存在しない。国力こそあれ他国に比べ魔人の比率が低いため戦車などの旧文明兵器を多用し、軍の他に中央情報管理局（CIC）を抱えている。
ノーテスカ
共和国の北部東端に位置し、旧文明崩壊直後から人が根付いていた地方。かつてはノーテスカ帝国という国が存在していた。現在はレッドフラックの活動により共和国から独立し、イスルギを書記長とするノーテスカ市民国となっている。
ノエシス
共和国内で魔人の地位向上のために活動する魔人組織。高い戦闘力を持った魔人が多数所属するものの、魔人による互助組合のようなものであり国に協力したりもする。実力本位なためイスルギからは差別主義と揶揄されるが、それゆえに目上の命令には忠実。総帥の正体は大統領ですら把握できておらず、組織外でその素性を知らされたのはイスルギのみ。
ヴェロニカ商工同盟
大陸極東部を占めている商工同盟。経済力だけを見れば帝国、共和国にも引けをとらない。「秤にかかるハンマーとコイン」の家紋を持つ。困窮の時代を果敢に旅を続け「己の命までも金に換えた真の錬金術師」と言われたサフィナ商工ギルドのキャラバンが前身。“産業と経済による幸福の追求”を掲げており、金銀財宝や札束のバリケードで武力をもねじ伏せた歴史がある。その時のギルド長であるヴェロニカ・サフィナの名前をとっている。7つの領主がそれぞれの領土を治めるが、国家という体制をとっていないため“ヴェロニカは王を戴かず”という信念を持つ。
神殿教団
大陸中の全ての国家の国教であるマリア教を布教し、一方で魔と名の付く悪しきを悉く殲滅、浄化することを天の威光とする超国家的宗教勢力。
大陸最強と謳われる帝国の黒騎士団に比肩する聖騎士団や異端審問会を擁する。異端審問会には泣く子もキルする合法キリングマシーン集団とも呼ばれる第二部なるものが存在するとか。
平和な時代が長く続いたためその権威は下降の一途を辿っており、最近では派閥により枢機会が割れて帝国親派の急進派と諸国連合親派の保守派で争いが起きている。穏健派は事なかれ主義で完全中立。
極東
大陸と海を隔てて日本三国が位置する地域。大八洲（オオヤシマ）とも呼ばれる。大東京王国、西日本公国、北日本公国が存在。旧文明の遺跡が数多く残されており、その遺産も多いが魔物も多い。
大東京王国
首都は新ほたる。旧文明時代から続く「第九条」なる呪いのような掟に縛られており、軍も兵も持つことがない。故に世紀末と呼ばれた時代より、軍勢など一人で蹴散らすほどの強者のみが国を統べる王となってきた。魔物に対してはハンターギルド「猟友会」が、犯罪者には懸賞金をかけることで魔物と同様に対処するので軍は必要ないという徹底ぶり。旧文明の遺産のリビルド技術は共和国以上に優れている。
西域
大陸の西部一帯を占める荒廃した広大な地域。魔物の発生率が数百〜数千パーセントにも及ぶ場所まであるというまさに人外魔境。その奥深くには魔王が存在すると言われている。魔人も含め到底人の住めない地域と言われているが、犯罪者や賞金稼ぎ達が存在する。その様は旧文明が崩壊した数百年前から変わっていないとされる。住んでいるのは西域の外でいうマトモな人間は一人もおらず、皆どこかが「壊れている」人間ばかり。番号で呼ばれる場所もあればダストカントリー、カデナージガレージ、わくわくモンスターランドなど名前で呼ばれる場所もある。
旧文明の遺跡や遺産が多く戦車でさえ珍しくはない。音声認証などのハイテクなものまで残っている模様。

### キーワード
聖魔杯
初代聖魔王が作ったとされ「世界を統べる力」を持つと言われる伝説の神器。ミスマルカ王国の王族が正統継承者。
力を悪用させないために現在はその力をいくつかの紋章に移して分けて大陸各地に封印されている。封印を解くことができるのはミスマルカ王朝の血をひくものだけであり、その在り処を知っているのはミスマルカ王のみ。
紋章の分散に関しては旧文明崩壊の折、聖魔杯の守護者であった円卓と呼ばれる賢者たちが聖魔杯のチカラを分けた紋章を各地に奉じ、そのチカラにより絶滅の危機に瀕した人類が再び立ち上がるまでの安息の地を用意したという話もある。
太陽が描かれた黄色の紋章、森をモチーフにされた緑の紋章、赤い炎の揺らぎを模した火の紋章、空を飛ぶ羽が記された白の紋章が確認されている。
魔人
生まれながらに魔導力を内在し魔法や紋章を使わずとも相応の異能を持ち、身体能力・寿命なども人間を凌駕する種族。ただし個体の魔導量による差異が大きい。
寿命のことがあるため、魔人は見た目で単純にその者の年齢等を判断することは出来ない。現にルナスなどはミスマルカ王やハイランド女王が独身の頃から戦場の最前線で活躍していた。
ミスマルカ王家の資料によると一般の魔人よりも高位の魔人や修練を積んだ魔人は魔力の波長が整っていやすいという傾向がある。
はるか昔には、最高位の魔人は「アウター」、さらにその頂点は「億千万の眷属」と呼ばれていた。
勇者
神殿教団の教義に則り、神託という儀式によって年にわずか数人ずつ選ばれる若人たち。レベルによってSS〜Eまでのランクに分けられる。特にSSランクの勇者となると大陸に3名しかいない。リーゼル、シーナ、ジェスらが信託を受けた三年前の代は勇者の当たり年と言われていた。
政治的絶対中立の神殿教団に属するため、各々が己の正義に従い行動する。

### 用語
魔法（まほう）
光・火・風・水・雷・土・闇の七つの属性があり、魔導力（魔力）を元に呪文や紋章符によって発動させられる異能。魔法は本来、魔導力さえあれば発動できるものであり呪文は精神集中のための手段のようなものであるため、熟達した魔導師ならば簡略化したり無詠唱で発動することも可能。
魔導紋章技術（まどうもんしょうぎじゅつ）
旧文明崩壊以後、それまでの科学文明に変わり人類を導いてきた技術。紋章でもって魔法や魔力を扱う技術の総称。魔法剣や紋章符などの魔導器（マジックアイテム）に使われている他、人体に直接刻むことで誰でも魔法が使えるようになる。その場合、便利な反面肉体にかかる負荷も大きく人間種族で1〜2、魔人種族でも3〜4刻むのが限界だと言われている。
紋章符（もんしょうふ）
呪文詠唱やそれによる魔導力子操作といったプロセス簡略化のため予め魔法を紋章という形にプリントした、市販もされているマジックアイテム。それ自体が魔法の効果を発揮し、使い捨てながら誰でも魔法を発動させられる。紋章は紙や木札、高価なものでは金属板に刻まれている。
魔導皮膜（まどうひまく）
衣服や鎧、車などにメッキのように施される防護の力。対象物の質量に比例して強力なものが施せる。使い減りせず小径口の銃弾程度なら容易く無力化させるが、断導弾という特殊な銃弾や、剣気や霊力を乗せた剣や矢、魔法による攻撃に対しては効果が弱まる。
魔物（まもの）
生態系の外側にあり、人類に課せられた共通敵と呼べる存在。その強さはピンキリであるが、最弱でもスライムを除けば単体で狼程度の殺傷力は持っている。恐れや怯えを持たず動ける限りは人を殺そうとするため、ひとたび波となれば天災以上の災禍となって人を脅かす。各国が防護壁で町や村を守っているのも、軍事力を保持しているのも本来はこの脅威に立ち向かうため。ハイランドの国土が痩せているのも、エルクレセルが聖剣の国と呼ばれるほどの強さを得たのも、ひとえに西域が近く魔物の脅威に晒される事が多かったからであるという。
なお西域では主要な食物として食される。その死骸からガスやオイルも精製できる。
魔王（まおう）
西域の奥深くに住まうと言われている、魔物を手先として人類の滅亡を目論むとされている存在。現実的な脅威である魔物と異なり、実在するかどうかは疑問視する者も多い。
神器（しんき）
神にも等しき力を発揮する器の総称。所持するだけなら誰にでも可能だが、その神器が認めた者にしか奇跡を与えない。聖魔杯、黒の剣、崩壊の鐘などがこれにあたる。
旧文明（きゅうぶんめい）
何百年も前に滅んだ文明。魔法や紋章技術こそ未発達であったが、高度な技術を持っていた。極東や西域には当時の遺跡や遺産が多く残されている。現代ではその遺産を発掘、リビルドすることで工業技術を発展させている。
聖魔王（せいまおう）
世界を律する権利を持つとされる存在。かつて人魔平等を謳ったスズラン条約を作り、アウターと戦ったとされるのが初代聖魔王であるが、作中の人物の発言からその存在の意味や出自は半ば忘れ去られているようである。
二代目聖魔王は預言者以外で唯一、未来視を持っていたとされている。
スズラン条約
初代聖魔王が残した言葉を根幹とした、人魔平等を謳った条約。序文には「力ある魔人はより力のない人間を守り、力ない人間はより力ある魔人にわずかでも敬意を払うべし」とある。
預言者（よげんしゃ）
未来視の力を持つとされ、神殿協会のトップである存在。しかし今や預言者という言葉はただの符丁としてしか使われない。
旧マジスティア王国が一大帝国を築き上げる引き金となったとも言える「いずれ強大な魔王が大陸の東に攻め入ってくるだろう」という予言を出したとされている。
神殺し（かみごろし）
神をも殺す力を持った家系の総称。作中では長谷部と伊織が出てきているが、どちらも前作「お・り・が・み」のときの家系の特徴とは異なっている。
ラヒル曰く、彼が用意した三つの紋章によって行われる「子に親の魔力を引き継がせる」という手法はこの神殺しの一族が用いたものである。ちなみにミスマルカ王家には初代聖魔王が実は神殺しの一族だったという話が伝わっている。

## 既刊一覧

### 小説
- 林トモアキ（著）・ともぞ（イラスト、I - XII）・浅川圭司（イラスト、最終章[注 1]）、角川書店→KADOKAWA〈角川スニーカー文庫〉、全15巻
  - 『ミスマルカ興国物語 I』、2008年2月1日初版発行（1月31日発売[9]）、ISBN 978-4-04-426614-1
  - 『ミスマルカ興国物語 II』、2008年5月1日初版発行（4月26日発売[10]）、ISBN 978-4-04-426615-8
  - 『ミスマルカ興国物語 III』、2008年10月1日初版発行（9月30日発売[11]）、ISBN 978-4-04-426617-2
  - 『ミスマルカ興国物語 IV』、2009年5月1日初版発行（4月28日発売[12]）、ISBN 978-4-04-426619-6
  - 『ミスマルカ興国物語 V』、2009年9月1日初版発行（8月29日発売[13]）、ISBN 978-4-04-426620-2
  - 『ミスマルカ興国物語 VI』、2010年1月1日初版発行（2009年12月26日発売[14]）、ISBN 978-4-04-426621-9
  - 『ミスマルカ興国物語 VII』、2010年6月1日初版発行（5月29日発売[15]）、ISBN 978-4-04-426623-3
  - 『ミスマルカ興国物語 VIII』、2011年1月1日初版発行（2010年12月28日発売[16]）、ISBN 978-4-04-426624-0
  - 『ミスマルカ興国物語 IX』、2011年7月1日初版発行（6月30日発売[17]）、ISBN 978-4-04-426627-1
  - 『ミスマルカ興国物語 X』、2012年5月1日初版発行（4月28日発売[18]）、ISBN 978-4-04-100266-7
  - 『ミスマルカ興国物語 エックス』、2012年12月1日初版発行（11月30日発売[19]）、ISBN 978-4-04-100583-5
  - 『ミスマルカ興国物語 XI』、2014年1月1日初版発行（同日発売[20]）、ISBN 978-4-04-100888-1
  - 『ミスマルカ興国しない物語 〜ミッション・シャルロッテ〜』、2015年4月1日初版発行（同日発売[21]）、ISBN 978-4-04-103106-3
  - 『ミスマルカ興国物語 XII』、2015年5月1日初版発行（同日発売[22]）、ISBN 978-4-04-101382-3
  - 『ミスマルカ最終章』、2024年12月1日初版発行（11月29日発売[23]）、ISBN 978-4-04-115740-4

### 漫画
- 林トモアキ（原作）・ともぞ（キャラクター原案）・浅川圭司（作画） 『ミスマルカ興国物語』 角川書店〈角川コミックス・エース〉、全4巻
  1. 2010年1月26日初版発行（1月22日発売[24]）、ISBN 978-4-04-715369-1
  2. 2010年6月26日初版発行（6月24日発売[25]）、ISBN 978-4-04-715481-0
  3. 2010年11月26日初版発行（11月24日発売[26]）、ISBN 978-4-04-715564-0
  4. 2011年4月26日初版発行（4月22日発売[27]）、ISBN 978-4-04-715684-5